# Galeazzo Dondi
Galeazzo Dondi, né le 19 mars 1915, à Frattamaggiore, en Italie et décédé le 24 octobre 2004, à Bologne, en Italie, est un joueur et entraîneur italien de basket-ball.

## Palmarès
- Champion d'Italie 1946, 1947
- Finaliste du championnat d'Europe 1937